# Michel Carayol
Pour les articles homonymes, voir Carayol.
Michel Charles Henri Carayol est un ingénieur de l'armement français né le 30 juin 1934 à Alger et mort le 23 février 2003 à Paris 5e,2. Il est le seul à pouvoir être considéré comme le père de la bombe H française. 
C'est en tant que chercheur détaché à la Direction des Applications Militaires (DAM) du CEA, alors sous la direction scientifique de Robert Dautray, qu'il a participé à l'élaboration de la bombe H en France. Il est le seul ingénieur de la DAM à pouvoir être considéré comme le père de la bombe H. Cependant, ce titre lui aurait été "emprunté" par monsieur Dautray. Dautray aura donc été longtemps considéré comme tel, mais les témoignages d'autres ingénieurs de l'équipe ont permis de faire connaître la vérité de cette invention.

## Biographie
Michel Carayol était polytechnicien (Promo 54).
La France chercha à développer la bombe à hydrogène en 1960. Des résultats de calculs préliminaires, menés par Pierre Billaud (chef du Service de Physique Expérimentale au CEA), avaient montré qu’il ne suffisait pas de chauffer un combustible thermonucléaire tel que le deutérure de lithium 6 pour que ses composants fusionnent. Il était nécessaire de le comprimer sans le chauffer afin d'obtenir un rendement élevé (conception-clé de la compression froide du DLi avant inflammation).
En 1967, Michel Carayol lança une simulation numérique d’un assemblage thermonucléaire sphérique, comprenant du deutérure de lithium 6 entouré d’uranium, puis d’une couche épaisse d’un métal de nombre atomique intermédiaire portée à haute température. Le bon rendement de cette simulation montra qu'il suffisait de chauffer rapidement et uniformément une sphère enrobant une boule de deutérure de lithium.
Luc Dagens, responsable de la section mathématiques appliquées de la DAM, analysa les réactions dans le DLi et détermina les sections efficaces de fusion du DLi.
Grâce à des observations effectuées par Joseph Crozier et Bernard Lemaire sur les phénomènes de compression, Michel Carayol proposa un schéma équivalent à celui d'Edward Teller et Stanislaw Ulam : un cylindre en uranium, aux extrémités hémisphériques, renfermant d'un côté un engin à fission et, à l’autre, un étage à fusion ; les photons X, rayonnés par l’étage primaire à fission, envahissaient l’enceinte assez rapidement pour englober complètement l’extérieur de la boule H avant la vaporisation de l’enceinte. Ce schéma aurait été confirmé en septembre 1967 par le mathématicien britannique William Cook dans le cadre d'une aide secrète. Deux engins de ce type furent expérimentés avec succès en 1968 sur les atolls de Fangataufa et Moruroa,.